# Niska orbita oko Zemlje
Niska orbita oko Zemlje (low Earth orbit (LEO) ), vrsta orbite umjetnih satelita oko planeta Zemlje. Sateliti na ovoj orbiti su na visini od 100 km do otprilike 2000 kilometara iznad površine Zemljinih oceana. Iznad te orbite je srednje visoka orbita oko Zemlje. Sateliti na tim orbitama obično obiđu Zemlju u vremenu od osamdesetak do 120 minuta. Da bi se takvi sateliti mogli primijeniti na određenom području na Zemlji, potrebno je podosta satelita radi održavanja neprekidne sveze između prijamnih postaja na Zemlji ili mjesta koje snimaju ili za koje šalju podatke i samih satelita. Time ostali sateliti u tom lancu imaju relejnu ulogu. Zbog blizine Zemlji ne trebaju imati jak signal ni sateliti niti postaja sa Zemlje koja im šalje podatke. 
Space-Track.org definira nisku orbitu kao geocentričnu orbitu s barem 11,25 obilazaka dnevno, odnosno ophodno vrijeme od 128 minuta i manje, te ekscentričnosti manje od 0,25. Većina objekata u svemiru koje su čovjekovo djelo kruže u niskoj orbiti. Histogram srednjeg kretanja katalogiziranih objekata pokazuje da broj objekata koji je u orbitama signifikantno opada nakon 11,25
Mnoštvo raznolikih ostalih izvora koji definiraju nisku orbitu u smislu nadmorske visine. Visina na kojoj je objekt u eliptičnoj orbiti može signifikantno varirati duž orbite. Čak i za kružne orbite, visina iznad zemlje može varirati do 30 km, posebice kod polarne orbite, zbog spljoštenosti Zemljina sferoidna oblika i mjesne topografije. Dok definicije u smislu visine su inherentno dvojne, većina ih smješta unutar raspona ophodnog vremena od 128 minuta zato što, prema trećem Keplerovom zakonu, to odgovara velikoj poluosi od 8413 km. Za kružne orbite, to odgovara visini od 2042 km iznad srednjeg Zemljina polumjera, što je konzistentno s nekim od gornjih granica definicija niske orbite u smislu visine.
Trenutno vidno polje satelitima na ovoj visini je malo te mogu promatrati i komunicirati tek s dijelom Zemlje u jednom trenutku, što znači da je potrebna mreža satelita odnosno satelitska konstelacija za omogućiti neprekidno pokriće. U nižim orbitima sateliti pate od brza orbitalnog ispadanja, što za održati stabilnu orbitu zahtijeva periodično potiskivanje ili lansiranje zamjenskih satelita kad se stari sateliti vrate u atmosferu.